# Karpatophyllon
Karpatophyllon är ett släkte av mångfotingar. Karpatophyllon ingår i familjen Mastigophorophyllidae.
Kladogram enligt Catalogue of Life:
| Karpatophyllon | \| \| Karpatophyllon banaticum \| \| \| \| \| \| Karpatophyllon carpaticum \| \| \| \| \| \| Karpatophyllon dacicum \| \| \| \| \| \| Karpatophyllon polinskii \| \| \| \| |
|                | \| \| Karpatophyllon banaticum \| \| \| \| \| \| Karpatophyllon carpaticum \| \| \| \| \| \| Karpatophyllon dacicum \| \| \| \| \| \| Karpatophyllon polinskii \| \| \| \| |
|                | Bucovinosoma |
|                | |
|                | Haploporatia |
|                | |
|                | Heterobraueria |
|                | |
|                | Heteroporatia |
|                | |
|                | Mastigona |
|                | |
|                | Mastigophorophyllon |
|                | |
|                | Mastigophorophyllum |
|                | |
|                | Paraporatia |
|                | |
|                | Taurinosoma |
|                | |
|                | Tessinosoma |
|                | |
|                | Thaumaporatia |
|                | |
|                | Xiphochaeteporatia |
|                | |
|                | Karpatophyllon banaticum |
|                | |
|                | Karpatophyllon carpaticum |
|                | |
|                | Karpatophyllon dacicum |
|                | |
|                | Karpatophyllon polinskii |
|                | |

|  | Karpatophyllon banaticum  |
|  |                           |
|  | Karpatophyllon carpaticum |
|  |                           |
|  | Karpatophyllon dacicum    |
|  |                           |
|  | Karpatophyllon polinskii  |
|  |                           |